# Allopeba quadripunctata
Allopeba quadripunctata là một loài bọ cánh cứng trong họ Cerambycidae.